# تايجيت (قمر)
القمر تايجيت (بالإنجليزية: Taygete)‏ المعروف أيضاً باسم المشتري العشرون (بالإنجليزية:  Jupiter XX)‏، هو قمر طبيعي غير نظامي يتحرك بحركة تراجعية تابع لكوكب المشتري.
و ينتمي هذا القمر إلى مجموعة كارم المكونة جميعها من أقمار غير نظامية وتتحركة بحركة تراجعية دائرة حول المشتري على مسافة تتراوح بين 23 و 24 جيجامتر وزاوية ميلان تبلغ تقريباً 165°.

## اكتشافه
اكتشف هذا القمر فريق من علماء الفلك من جامعة هاواي بقيادة سكوت شيبارد في عام 2000 للميلاد، وتمت تسميته مؤقتاً بالاسم S/2000 J 9.
و من ثم تمت تسميته رسمياً في أكتوبر من عام 2002 للميلاد نسبة إلى الحورية المسماة بالثريا تايجيت حسب الميثولوجيا الإغريقية.

## خصائصه
يدور هذا القمر حول كوكب المشتري على مسافة متوسطة تبلغ 22,439 ميغامتر في 686.675 يوماً، بزاوية ميل يبلغ قدرها 165 درجة في اتجاه (°163 من خط الاستواء في المشتري) حسب مسير الشمس مع شذوذ مداري يبلغ قدره 0.3678.
و يبلغ قطر هذا القمر حوالي 5 كيومترات.